# Mato Verde
Mato Verde é um município brasileiro do estado de Minas Gerais. Sua população em 2022 era de 12 038 habitantes.

## História
O povoado de Santo Antônio da Rapadura foi fundado em 1 de janeiro de 1873, por coordenação do bispo da diocese de Diamantina, Dom João Antunes dos Santos (hoje nome de uma rua no bairro São Bento na cidade). O município, com o nome de Mato Verde, foi criado pela lei nº 1.039, de 12 de dezembro de 1953 e instalado no dia 1 de janeiro de 1954. Seu primeiro prefeito foi Waldir Silveira e o primeiro vice Hermínio Fernandes Silveira, eleitos para um mandato de quatro anos.

## Geografia
O município está localizado no Norte de Minas Gerais, a 550 metros de altitude, no polígono das secas (semi-árido mineiro), região da Serra Geral. Possui área total de 474,446 km², sendo que a área do perímetro urbano é de 78,5 km². De clima quente e seco, apresenta temperaturas médias entre 20° e 30°. Em 2004, o número de eleitores era de 9.117, de uma população total de 13.185 habitantes. A parte urbana corresponde por 70,9% deste contingente, enquanto a rural 29,1%.São 6.535 homens e 6.650 mulheres. A população alfabetizada chega apenas a 8.083 habitantes. O município tem 3.653 alunos no ensino fundamental e 703 alunos no ensino médio, além dos estudantes das duas escolas particulares (sendo que apenas uma tem ensino médio). Mato Verde possui dois estabelecimentos particulares de ensino superior, a Unopar Virtual (sistema de ensino ead) e a Favenorte (Instituto Superior de Ensino Verde Norte).
O ponto mais alto do município é de 1544 metros, local: Morro do Preto.
O município se localiza praticamente no centro da microrregião. Possui quatro saídas asfaltadas:
- Monte Azul, BR-122, ao norte;
- Porteirinha (e o resto de MG), BR-122, ao sul;
- Catuti e Gameleiras, pela rodovia estadual Mato Verde - Catuti - Gameleiras, ao oeste;
- Santo Antônio do Retiro, Montezuma, Vargem Grande do Rio Pardo e Rio Pardo de Minas, pela rodovia estadual Mato Verde - Stº Antônio do Retiro - Montezuma (estas duas últimas cidades possuirão ligação com a rodovia referida em breve), a leste.

## Economia
A economia do município é essencialmente agrícola, apesar da pouca aptidão agro-climática. Prevalece o minifúndio rural. Os pequenos produtores – de 0 a 50 ha – correspondem a grande maioria: 4.000 de um total de 4.150 produtores rurais. Há uma deficiente infraestrutura das propriedades rurais e a descapitalização geral do setor. Entretanto, as terras, de um modo geral, são férteis e com declividade favorável a motomecanização.
Em Mato Verde a principal riqueza foi o algodão. Desde 1885 já existia o beneficiamento de algodão em máquinas movidas a bois. O município foi classificado na década de 80 como um dos maiores produtores de algodão de Minas Gerais. A atividade agrícola no município sempre foi vítima da má distribuição de chuvas, a pragas da lavoura que, aliado à baixa produtividade, comprometeu economicamente a atividade por muitos anos. A falta de estradas vicinais, energia elétrica, unidades armazenadoras, cooperativas e outros aspectos de infraestrutura de apoio à produção contribuem para os problemas sociais lá evidenciados.[carece de fontes?]
Hoje, as principais atividades são: a agropecuária com pequenas agroindustriais, o setor de serviços e o comércio. Em 2002, o PIB por atividade foi: R$ 4.080.000,00 na agropecuária; R$ 19.516.000,00 nos serviços; e R$ 5.089.000,00 na indústria. Os principais produtos agrícolas são: algodão, feijão, arroz, milho, sorgo, banana, manga, maracujá e mandioca.
O mercado de trabalho é praticamente inexistente para as pessoas oriundas na zona rural. Cerca de 50% da população está excluída do processo produtivo. A maioria da migração é procedente da zona rural e tem como causa a falta de financiamento agrícola e a falta de chuva, tornando assim difícil à fixação do homem no campo. A maioria habita as regiões periféricas da cidade onde as casas são mais baratas e consequentemente, com deficiências quando ao saneamento básico. Na maioria das vezes os homens partem para os grandes centros principalmente para o estado de São Paulo ou para colheitas de produtos destinados à exportação no Sul de Minas e São Paulo, como café e laranja. Enquanto isso, sozinhas, as mulheres trabalham como domésticas, executando tarefas diversas como: lavadeiras, arrumadeiras, cozinheiras, etc. Ocupando a posição de chefe de família estão 25% das mulheres. A média salarial dos homens é de R$ 283,73 enquanto das mulheres é de R$ 210,05. Recebendo até um salário mínimo estão 3.860 habitantes.
Apesar disso, o número de indústrias cooperativas cresceu nos últimos tempos. Entre elas, as principais atividades são:
- Indústria madeireira: madeira, caibros, ripas, esquadrias, portas, janelas;
- Indústria moveleira: marcenarias;
- Indústria alimentícia: café, laticínios, padarias e confeitarias;
- Indústria de beneficiamento: algodão (com produção em pequena escala);
- Indústria metalúrgica: serralherias;
- Indústria têxtil: confecções de roupas e moda íntima (em geral, são artesanais);
- Indústria de ração animal;
- Indústria de transformação de minerais não metálicos: cerâmicas, pré- moldados, marmoaria e gesso.

Feriados Municipais
Dia 13/06 Dia do Padroeiro da Cidade (Santo Antônio)
Dia 24/06 Dia comemorativo a São João Batista
Dia 20/11 Dia Nacional da Consciência Negra
Dia 12/12 Emancipação Política do Município

## Educação
No ensino superior, o município conta com 2 instituições privadas.

## Turismo
A Cachoeira de Maria Rosa é a maior queda d'água do Rio Viamão. Localiza-se a 12 km de Mato Verde.

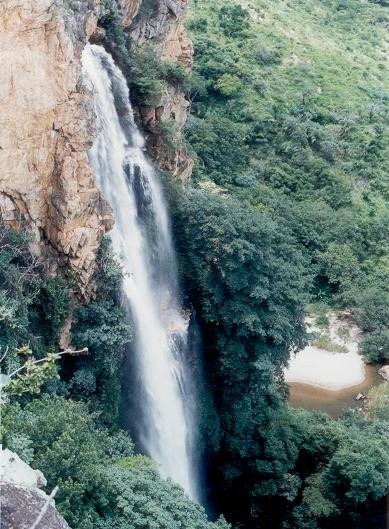
Cachoeira Maria Rosa.

Há também a Cachoeira do Rio das Gramas, próximo ao distrito de São João do Bonito; o Rio Garipau. Há também outras cachoeiras no rio Viamão (mais próximas à sua nascente), entre elas o Poço do Ouro, que fica a aproximadamente 16 km da cidade, sendo um dos locais de acesso mais difíceis do município. E existem mais quedas d'água acessíveis após escalar grandes pedras.
Outros pontos turísticos no município são:
- Praça Geraldo Clemente Alves e a Praça de Alimentação Antônio Celso Silveira, com inúmeros quiosques e lanchonetes.
- Complexo poliesportivo, local com playground, quadra de areia, estacionamento, bar no meio da ilha da lagoa, ginásio poliesportivo Prefeito Agripino Antunes Miranda e o estádio municipal Odilon Dias de Oliveira
- Cachoeira de Maria Rosa

O Carnaxé de Mato Verde também atrai turistas do Norte de Minas e do Sul da Bahia. A entrada é franca.

## Folclore e festas
O Santo Cruzeiro (cruz) foi cravado em um monte próximo (hoje conhecido como Morro do Cruzeiro) no ano de 1901, levado pelo povo desde a porta da matriz até o cume daquele monte em procissão acompanhada por toda a população daquela época. Desde então, toda Sexta-feira da Paixão os devotos sobem o morro em penitência para "pagar" os pecados do ano anterior (e é claro, ficar com a ficha limpa para poder cometer outros pecados no ano seguinte).
Há ainda uma igrejinha secular no centro da cidade que só abre sua portas por ocasião do Natal. É tradição de seus antepassados que a Igrejinha de Deus-Menino seja aberta apenas neste período para visitação pública e realização de novena em homenagem ao Menino Jesus.
As festas juninas são festejadas por toda a comunidade, sendo que na véspera do dia de São João, realizam-se quadrilhas, rezas e levantamento de mastros.
A festa do padroeiro Santo Antônio começa em 10 de maio e termina em 13 de junho, dia do santo.
No ano de 2003, em comemoração aos seus 50 anos de emancipação, foi composto o Hino à Mato Verde.
Feriados Municipais: 13/06 Dia de Santo Antônio (Festa do Padroeiro); 24/06 Dia de São João; 12/12 Aniversário de emancipação do Município.